# Celmisia spedenii
Celmisia spedenii là một loài thực vật có hoa trong họ Cúc. Loài này được G.Simpson mô tả khoa học đầu tiên năm 1945.